# 海茴香
海茴香（学名：Crithmum maritimum），又名岩岩海菜、海蓬子，是伞形科海崖芹属下的唯一一种植物。海茴香有悠久的食用历史，富含维生素C，在欧洲沿海一带供出海的水手食用，沿海居民亦会将其腌渍后作为配菜食用。此外，海茴香以其较大的食用价值及一定的观赏价值，也在部分地区作为花园植物来栽培。

## 名称
在中文中，一般以其英文俗称将其译为“海茴香”，另有文献将其翻译为“岩岩海菜”。在英文中，海茴香又被称作（直译为“岩海蓬”）和（译作“海蓬子”），其中海蓬子还被用于其他几种不相关的沿海植物的命名上。
1753年，卡尔·林奈在《植物种志》中对其进行分类学描述，以二名法将其命名为。

## 描述
海茴香是一种可食用野生植物，分布在欧洲（北至不列颠群岛）、馬卡羅尼西亞、西亚和北非部分沿海地区，以及大西洋、地中海和黑海上的岛屿，喜生长在海岸潮湿的沙滩或岩缝中。
海茴香植株为莲座状，根茎拥有比较肥厚的组织且多节，叶子为二回羽狀複葉，呈辐射状伸展，叶柄较短，小叶通常为三枚。花枝于每年7月底至8月中旬开始抽出，为复伞形花序，每个花序由10—20朵花组成，花为略带淡黄或绿色的白色，果实为双瘦果，呈卵圆形。

## 应用

### 历史
欧洲自古以来就食用并种植海茴香，且当地人在有文字记载以前可能已开始食用。由于海茴香生长在海岸边，且富含维生素C，故常作为出海的水手们随身携带的食物。17世纪，莎士比亚在《李爾王》中提到过从危险的悬崖上收集海茴香（岩海蓬）。

### 种植
海茴香以其较好的观赏性和较高的食用价值，在欧洲会被人工种植。海茴香在春季和秋季进行繁殖，在有光照的肥沃土壤中易于生长，可以被种植在花园中，只要土地没有积水，且在冬季做好抗冻措施，即可有效地栽培。中华人民共和国有学者曾提出要将海茴香引入中国大陆种植。

## 食用、营养及应用价值
海茴香的叶子有时会被制成沙拉或用作香料。英国草药学家尼古拉斯·库尔佩珀记载海茴香的叶子具有“令人愉悦的热辣味道”。
在英国，自19世纪起，出产海茴香的怀特岛会在每年5月将其贮存在海水中运往伦敦售卖，当时海茴香在伦敦街头又被称作。在西班牙的馬略卡島，海茴香被称作，当地居民会采摘海茴香并腌制，作为米饭的配菜，以及刺山柑的替代品食用。在意大利的马尔凯和萨伦托、克罗地亚的達爾馬提亞、希腊爱琴海岛屿以及黑山科托尔湾等地，当地人会把海茴香浸泡在橄欖油或醋中进行腌制，腌制后可以搭配鱼、肉和三明治等食物食用或作为开胃菜食用。
海茴香有较高的营养价值，每100克海茴香内含有76.6毫克维生素C，其根、叶和果实提取物可用于制作利尿药物，全草的提取物还可用于制作驱虫药。此外，海茴香内富含抗氧化成分，其愈伤组织具有被用作抗氧化护肤品的应用前景。